# 이보나 (사격 선수)
이보나(李保那, 1981년 7월 22일~)는 대한민국의  사격 선수로 주 종목은 트랩이다. 2004년 하계 올림픽에서 여자 더블 트랩 종목 은메달, 트랩 종목 동메달을 획득했으며 대한민국 트랩 사격 선수로는 최초로 올림픽에서 메달을 획득했다.

## 수상
국제 대회
- 올림픽: 더블 트랩 개인전 은메달(2004), 트랩 개인전 '동메달(2004)
- 세계 선수권 대회: 더블 트랩 개인전 동메달(2006)
- 월드컵: 트랩 단체전 금메달(2022)
- 월드컵 파이널: 더블 트랩 개인전 동메달(2004)
- 아시안 게임: 더블 트랩 개인전 동메달(2006)

개인
- 윤곡상 최우수선수상 개인 부문(2004)